# Athyrium lewalleanum
Athyrium lewalleanum là một loài dương xỉ trong họ Athyriaceae. Loài này được Pic. Serm. mô tả khoa học đầu tiên năm 1972.
Danh pháp khoa học của loài này chưa được làm sáng tỏ. 